# Maurice Bokanowski
Pour les articles homonymes, voir Bokanowski.
Maurice Bokanowski est un homme politique français né le 31 août 1879 au Havre (Seine-Inférieure) et décédé le 2 septembre 1928 à Toul (Meurthe-et-Moselle) dans un accident aérien.

## Biographie
Maurice Bokanowski est un député français entre le 10 mai 1914 et le 2 septembre 1928, élu de la  quatrième circonscription de Saint-Denis pendant quatre mandats successifs.
Bref ministre de la Marine en 1924, il est nommé ministre du Commerce, de l'Industrie, des Postes et des Télégraphes et de l'aéronautique le 23 juillet 1926 sous le 4e gouvernement de Raymond Poincaré.
Il meurt en service commandé le 2 septembre 1928 à Toul.

## Distinctions
- Chevalier de la Légion d'honneur (1er février 1916)[1]
- Croix de guerre 1914–1918
- Collier de l'ordre du Lion blanc (27 septembre 1927)[2])

## Toponyme
À Asnières-sur-Seine, ville où son fils Michel Maurice-Bokanowski fut maire, la rue Maurice-Bokanowski porte son nom.